# Julio de Urquijo
Julio Gabriel de Urquijo e Ibarra o Ybarra (también Julio Urkixo), conde de Urquijo (Deusto, 3 de abril de 1871 - San Sebastián, 30 de octubre de 1950) fue un escritor y vascólogo español, académico de la Real Academia de la Lengua Vasca-Euskaltzaindia y político conservador, de familia de origen carlista, miembro de la Comunión Tradicionalista.

## Biografía

### Origen familiar
Hijo de Nicasio Adolfo Urquijo Goicoechea, decano del Colegio de Abogados de Bilbao y regidor municipal, y Rosario Ybarra Arámbarri. Nieto por línea paterna de Serapio Urquijo Zabalegui, notario y apoderado a Juntas Generales de Guernica, y de su segunda mujer Luisa Goicoechea Ortúzar; y por línea materna de Gabriel Ybarra y Rosario Arámbarri. Sus hermanos fueron Adolfo, José María, Luisa María y Rafaela. Su hermano mayor, Adolfo, Conde de Urquijo, se movió en el mundo de la política y en el de la administración, y su hermano José María creó La Gaceta del Norte y fue un destacado líder político; su tía Rafaela fundó la Comunidad de los Ángeles Custodios. En la segunda guerra carlista se trasladaron a Santander, donde falleció su madre, quedando los hermanos al cuidado de su tía Rafaela Ybarra. Se casó con Vicenta Olazábal Álvarez de Eulate, hija del dirigente carlista Tirso de Olazábal, lo cual contribuye a explicar la cercanía personal y política que Julio Urquijo llegó a adquirir con respecto a los pretendientes Carlos VII y luego sobre todo con Jaime de Borbón y Borbón-Parma. Vivió frecuentemente en San Sebastián, residiendo largas temporadas en Urkixo Baïta, su casa de las afueras de San Juan de Luz, actualmente destinada a guardería infantil.

### Estudios
El bachiller lo cursó en el Instituto de Bilbao, obteniendo el título con aprobado en 1886. Estudió Derecho en Deusto, con notas brillantes, obteniendo el título y el doctorado en Salamanca (1887-1892). Su afición a la lingüística despierta pronto. Entusiasta del volapük, llega a escribir un libro titulado Konils Volapükik o Cuentos Volapukistas. Aficionado a los deportes, adquiere uno de los primeros automóviles de España. Su gran pasión fue la de euskeráfilo (siguiéndose lo que señala al respecto José Antonio Arana). Según Julio Urquijo explicó, él leía y entendía la lengua vasca, pero no la hablaba. En su amor por esa lengua influirían algunos de sus profesores del Instituto bilbaíno (Padre Arana) y el capellán de su abuelo y de su tía, Resurrección María de Azkue, que dedicaría una ópera a los hermanos Urquijo Ybarra en 1910. Se redujo luego su interés por el euskera, retomándolo en 1905, al intentar corregir errores del catálogo de Julien Vinson.

### Euskaráfilo
Julio Urquijo fundó la Revista Internacional de los Estudios Vascos (RIEV, 1907), primero impresa en Francia, Alemania y luego en España, donde nos encontramos las firmas de Julien Vinson o de Jonkher Van-Eys. Especial relevancia tuvo su amistad con el profesor vienés Hugo Schuchardt (1842-1927), reconvertido de la tesis vasco-berebere a unas posturas cercanas al vasco-iberismo. La sintonía entre los postulados de Schuchardt y Urquijo se patentiza en su artículo “Hugo Schuchardt: «El príncipe de los vascólogos». Muerto ilustre”, en El Pueblo Vasco, de 27 de abril de 1927. Julio Urquijo presidió el Euskaltzaleen Biltzarra en 1908. Fundó con otros euskeráfilos Euskalerriaren alde en 1911. Participó como un miembro muy activo en la Sociedad de Estudios Vascos-Eusko Ikaskuntza en 1918, auspiciada por las Diputaciones de Álava, Guipúzcoa, Navarra y Vizcaya, de la que Campión será el presidente honorífico y Elorza ocupará la presidencia efectiva, mientras Urquijo ocupó la vicepresidencia. Al año siguiente, en 1919, junto a Azkue, Campión y Eleizalde funda Euskaltzaindia-Real Academia de la Lengua Vasca. En esa sociedad fue vicepresidente hasta 1930 y vocal de la sección de lingüística hasta 1933, siendo su bibliotecario. Fue miembro de la Real Academia Española (1927)  por la sección de lenguas regionales, nombrado en 10-3-1927, tomó posesión en 24-11-1929, concesión esta de Primo de Rivera. Su discurso de ingreso versó sobre las relaciones, supuestas o reales, del euskera con las otras lenguas. Urquijo representó al euskera en el seno de la corporación hasta su muerte. Su obra filológica comprendía más de 200 breves contribuciones en revistas literarias o científicas, además de realizar ediciones de clásicos vascos. Escribió sobre historia vasca en torno al cura Santa Cruz y sobre los ilustrados vascos. Fue premiado por Jaime de Borbón y Borbón-Parma con la cruz de la Orden de la Legitimidad Proscrita.

### Parlamentario
Fue elegido diputado por Tolosa en 1903 y mantuvo este cargo hasta 1905. Entre sus intervenciones en el Congreso durante este periodo, destaca la que hizo para defender la proposición, formulada por él, para construir en bronce la estatua de Andrés de Urdaneta, navegante y fraile agustino, evangelizador de las Filipinas. En las primeras elecciones generales de la Segunda República Española en 1931, fue elegido diputado por la circunscripción de Guipúzcoa dentro de la Coalición católico-fuerista. Su elección venía determinada por una candidatura en apoyo al estatuto de autonomía y de él se estimaba que era, dentro del tradicionalismo, uno de los políticos más favorables a ese estatuto, mientras que desde la prensa liberal y progresista, como La Voz de Guipúzcoa, se tachaba la candidatura vencedora como reaccionaria y representante del pasado de las guerras carlistas. Su postura en las Cortes será de intransigente defensa de los privilegios de la Iglesia.

### Guerra civil
Al iniciarse la Guerra Civil Española, su comprometida situación política en territorio leal a la República le llevó a huir del País Vasco por temor a represalias y refugiarse en zona bajo control sublevado, así como también en Francia, si bien las autoridades vascas salvaron el conjunto de su biblioteca. Cuando el País Vasco quedó bajo control de los sublevados, regresó a San Sebastián. Tras la contienda, Urquijo, cuyo hermano José María y cinco parientes cercanos habían perecido de forma violenta, llevó una vida mucho más retirada. En 1943 es nombrado Presidente de la Real Sociedad Bascongada de Amigos del País, pero no llegará a ver la resurrección de la Sociedad de Estudios Vascos (SIEV) ni su querida Revista Internacional de los Estudios Vascos (RIEV). Se creó a su amparo la revista Egan (1948), siendo una de las primeras en euskera tras la guerra civil. En el franquismo inicial su casa fue un reducto de la cultura vasca, de la que actuó como valedor, como puede deducirse de la lectura del libro de Pedro Yrizar Memorias de un vascólogo (Madrid, RSVAP, 2001). En 1949 es nombrado hijo adoptivo de Guipúzcoa. Ese mismo año se publica un libro en su homenaje (3 vols.).

## Obras
- Bibliografía vascongada. Un manuscrito vasco-latino que se creía perdido, San Sebastián, 1905.
- Los refranes vascos de Sauguis traducidos y anotados por A. Lamaignère, Bayona, 1909.
- La tercera Celestina y el Canto de Lelo, Parìs, 1911.
- Una fuente del «Guero» (Axular, imitador de Fr. Luis de Granada), San Juan de Luz, 1912.
- Estado actual de los estudios relativos a la lengua vasca. Discurso pronunciado en el Congreso de Oñate el 3 de septiembre de 1918, Bilbao, 1918.
- Lengua Internacional y Lenguas nacionales. El «euskera», lengua de civilización, San Sebastián, 1919.
- El refranero vasco, t. I: Los refranes de Garibay, San Sebastián, 1919.
- Un juicio sujeto a revisión. Menéndez Pelayo y los Caballeros de Azcoitia, San Sebastián, 1925.
- La cruz de sangre. El Cura Santa Cruz. Pequeña rectificación histórica (a G. Bernoville), San Sebastián, 1928.
- Discursos leídos ante la Real Academia en la recepción pública de D. Julio de Urquijo e Ibarra el 24 de noviembre de 1929, San Sebastián, 1929.
- Los amigos del País, según cartas y otros documentos inéditos del s. XVIII, San Sebastián, 1929.
- Primitiae lingvae vasconum: Versión española, Hugo Ernst Mario Schuchardt, Ángel Irigaray, Julio de Urquijo, 1947